# A Woman's Way (pel·lícula de 1916)

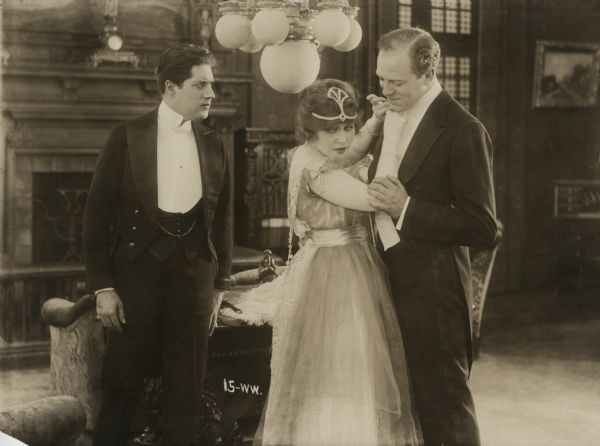
D'esquerra a dreta: Carlyle Blackwell, Ethel Clayton i Montagu Love en un fotograma de la pel·lícula

A Woman's Way és una pel·lícula muda World Film Company dirigida per Barry O'Neil i protagonitzada Ethel Clayton i Carlyle Blackwell. La pel·lícula, basada en l'obra teatral homònima de Thompson Buchanan (1909), es va estrenar el 7 d'agost de 1916.

## Argument
Marion Livingston rescata Jack Stanton l'intendent d'una mina de carbó que està sent assetjat pels miners liderats per Jim Saunders que es queixen de les perilloses condicions en què han de treballar. Mentre Jack es recupera de l'atac, Howard, un jove advocat i germà de Jack, la visita i s'enamora d'ella. La parella es casa i es trasllada a Nova York, on Marion el marit la introdueix en societat. Avorrits de les seves vides, Howard i Marion es distancien. Howard trobant consol als braços de l'aventurera Nina Blakemore i Marion accepta les atencions d'Oliver Whitney. Howard i Nina es veuen involucrats en un accident automobilístic i un diari de premsa groga publica rumors sobre el possible divorci dels Stanton. Conmocionada per l'article Marion decideix lluitar per l'home que realment estima organitzant un elaborat sopar al qual convida Nina i diverses de altres conquestes de la noia. Entre aquests hi ha Jack, que ara està casat amb Myra. Els homes se senten molt incòmodes en presència de Nina i Marion apareix tan bonica que supera la seva rival. En aquell moment apareixen els periodistes i amenacen de publicar que en l'accident del dia abans Howard anava acompanyat de Nina. Marion, però, els despista fent-los creure que ella i Nina són les millors amigues. Howard demana perdó a Marion i la parella es reconcilia.

## Repartiment
- Ethel Clayton (Marion Livingston)
- Carlyle Blackwell (Howard Stanton)
- Montagu Love (Oliver Whitney)
- Alec B. Francis (General John Stanton)
- Pierre LeMay (Jack Stanton)
- Edward Kimball (John Livingston)
- Edith Campbell (Nina Blakemore)